# Val-d'Or
Val-d'Or es una ciudad de la provincia de Quebec, Canadá. Está ubicada en el municipio regional de condado de La Vallée-de-l'Or y a su vez, en la región administrativa de Abitibi-Témiscamingue. Hace parte de las circunscripciones electorales de Abitibi-Est a nivel provincial y de Nunavik−Eeyou a nivel federal.

## Geografía
Val-d'Or se encuentra ubicada en las coordenadas 48°06′00″N 77°47′00″O / 48.10000, -77.78333. Según Statistics Canada, tiene una superficie total de 3551,79 km² y es una de las 1134 municipalidades en las que está dividido administrativamente el territorio de la provincia de Quebec.

## Demografía
Según el censo de 2011, había 31 862 personas residiendo en esta ciudad con una densidad poblacional de 9 hab./km². Los datos del censo mostraron que de las 31 123 personas censadas en 2006, en 2011 hubo un aumento poblacional de 739 habitantes (2,4%). El número total de inmuebles particulares resultó de 14 784 con una densidad de 4,16 inmuebles por km². El número total de viviendas particulares que se encontraban ocupadas por residentes habituales fue de 13 960.